# Onosma guberlinense
Onosma guberlinense är en strävbladig växtart som beskrevs av Dariya Nikitichna Dobroczajeva och Vinogr. Onosma guberlinense ingår i släktet Onosma och familjen strävbladiga växter. Inga underarter finns listade i Catalogue of Life.